# Les Neyrolles
Les Neyrolles település Franciaországban, Ain megyében. Lakosainak száma 623 fő (2022. január 1.). Les Neyrolles Brénod, Charix, Nantua, Le Poizat-Lalleyriat, Saint-Martin-du-Frêne és Haut Valromey községekkel határos.

## Népesség
A település népességének változása:
| Lakosok száma | 383  | 526  | 615  | 671  | 636  | 635  | 639  | 645  | 632  | 623  |
|               | 1968 | 1982 | 1990 | 2006 | 2013 | 2015 | 2017 | 2019 | 2020 | 2022 |